# Zosteria sydneensis
Zosteria sydneensis là một loài ruồi trong họ Asilidae. Zosteria sydneensis được Macquart miêu tả năm 1838.